# Ian MacNaughton
Edward Ian MacNaughton (* 30. Dezember 1925 in Glasgow; † 10. Dezember 2002 in München) war ein britischer Fernseh-, Musical-, Opern- und Theaterregisseur und Schauspieler.
Ian MacNaughton wollte zunächst Medizin studieren. Während seines Dienstes bei den Royal Marines während des Zweiten Weltkrieges kam er jedoch in Kontakt mit der Schauspielerei, als er Mitglied der Theatertruppe Globe Players der Marine wurde. Nach dem Krieg wandte er sich somit der Schauspielerei zu. Nach einer Karriere, in der er diverse kleinere Rollen gespielt hatte – etwa in Rob Roy – Der königliche Rebell (Rob Roy, the Highland Rogue, 1954, Regie: Harold French) und Lawrence von Arabien (Lawrence of Arabia, 1962, Regie David Lean) – wurde er Fernsehregisseur. Schon als Schauspieler hatte er Auftritte in Fernsehserien während der Pionierzeit der BBC (etwa in Hancock’s Half Hour). Höhepunkt seiner Arbeit war die Regie von 42 Folgen von Monty Python’s Flying Circus. Auch die deutsche Episode Monty Pythons fliegender Zirkus, der Spielfilm Monty Pythons wunderbare Welt der Schwerkraft (And Now for Something Completely Different, 1971) und Monty Python Live at the Hollywood Bowl entstanden unter seiner Regie. Zwischen 1970 und 1975 war er mit seinem Team viermal für den BAFTA TV Award nominiert, den er 1973 gewann. Neben der Arbeit fürs Fernsehen betätigte sich MacNaughton auch als Bühnenregisseur (beispielsweise The Marx Sisters, 1996, George Dreyfuss). 1982 bis 1984 war er für die Beispiel-Szenen des in Deutschland ausgestrahlten Telekolleg-Kurses Englisch für Anfänger zuständig, die sich dadurch von den bis dahin ausgestrahlten Lehrfilmen deutlich abhoben. Seit den 1970er Jahren lebte er in München.

## Filmografie (Auswahl)
- 1958: Froschmann Crabb (The Silent Enemy)